# Westlake Corner (Virginia)
Westlake Corner es un lugar designado por el censo en el  condado de Franklin, Virginia  (Estados Unidos). Según el censo de 2010 tenía una población de 976 habitantes.

## Demografía
Según el censo del 2000, Westlake Corner tenía 899 habitantes, 389 viviendas, y 322 familias. La densidad de población era de 34,4 habitantes por km².
De las 389 viviendas en un 21,3%  vivían niños de menos de 18 años, en un 74,3%  vivían parejas casadas, en un 5,9% mujeres solteras, y en un 17,2% no eran unidades familiares. En el 14,4% de las viviendas  vivían personas solas el 6,4% de las cuales correspondía a personas de 65 años o más que vivían solas. El número medio de personas viviendo en cada vivienda era de 2,31 y el número medio de personas que vivían en cada familia era de 2,51.
Por edades la población se repartía de la siguiente manera: un 16,6% tenía menos de 18 años, un 4,9% entre 18 y 24, un 23,4% entre 25 y 44, un 33,4% de 45 a 60 y un 21,8% 65 años o más.
La edad media era de 50 años.  Por cada 100 mujeres de 18 o más años  había 104,4 hombres.
La renta media por vivienda era de 50.405$ y la renta media por familia de 50.709$. Los hombres tenían una renta media de 33.686$ mientras que las mujeres 22.778$. La renta per cápita de la población era de 26.915$. En torno al 3,9% de las familias y el 3,2% de la población estaban por debajo del umbral de pobreza.

## Localidades adyacentes
El siguiente diagrama muestra a las localidades más próximas a Westlake Corner.